# East Riding of Yorkshire
East Riding of Yorkshire – hrabstwo ceremonialne w północno-wschodniej Anglii, w regionie Yorkshire and the Humber, położone nad Morzem Północnym, na północnym wybrzeżu estuarium Humber. Obejmuje dwie jednostki administracyjne typu unitary authority – East Riding of Yorkshire oraz Kingston upon Hull. Powierzchnia hrabstwa wynosi 2479 km², a liczba ludności – 590 600 (2011).
Hrabstwo East Riding of Yorkshire powstało w wyniku reformy administracyjnej z 1996 roku, z północnej części zlikwidowanego hrabstwa Humberside. Wcześniej, do 1974 roku East Riding było jednym z trzech (obok West Riding i North Riding) okręgów (riding) historycznego hrabstwa Yorkshire.
East Riding of Yorkshire ma w przeważającej części charakter wiejski. Ludność jest w znacznej mierze skoncentrowana wokół Kingston upon Hull, będącego największym miastem hrabstwa, a zarazem jedynym posiadającym status city. Inne większe miasta to Bridlington, Beverley oraz Goole.
We wschodniej, nadmorskiej części hrabstwa znajduje się nizina Holderness. Środkową część zajmują wzgórza Yorkshire Wolds, na zachodzie natomiast znajduje się nizinna dolina Vale of York.
Na południu East Riding of Yorkshire graniczy z hrabstwem Lincolnshire, na południowym zachodzie z South Yorkshire a na zachodzie i północy z North Yorkshire.

## Podział administracyjny
W skład hrabstwa ceremonialnego wchodzą dwie jednostki administracyjne typu unitary authority:
1. East Riding of Yorkshire
2. Kingston upon Hull